# 1639
1639 (MDCXXXIX) fue un año común comenzado en sábado, según el calendario gregoriano.

## Acontecimientos
- 14 de enero: en la provincia de Connecticut se decreta una primera constitución.
- 13 de marzo: en Boston (provincia de Massachusetts), la Universidad Harvard recibe su nombre en honor de John Harvard.
- 20 de julio: en el caserío de Gallehus (Dinamarca), 7 km al norte de la frontera con Alemania, la costurera danesa Kirsten Svendsdatter encuentra el primero de los dos cuernos de oro de Gallehus. Fueron fabricados en torno al 400 d. C. (Edad de hierro germánica) y estaban entre los hallazgos arqueológicos más importantes de Dinamarca.[1]
- 24 de agosto: 366 km al suroeste de Santafé de Bogotá (virreinato de Nueva Granada) el capitán español Juan de Lemos y Aguirre funda la aldea de San Bartolomé de Tuluá.
- 7 de octubre: un terremoto de 6,0 sacude la localidad italiana de Amatrice dejando 500 muertos.
- 21 de octubre: en los actuales Países Bajos se produce la  Batalla naval de las Dunas entre las armadas española y el ejército de las Provincias Unidas de los Países Bajos.
- 24 de noviembre: el astrónomo Jeremiah Horrocks observa el tránsito de Venus.
- En la provincia de Sonora (virreinato de Nueva España, que es la actual México), el misionero jesuita Bartolomé Castaño funda la misión de San Pedro de Aconchi.
- Carlos I de Inglaterra comienza la primera guerra contra Escocia.
- Descubrimiento de una vía de comunicación fluvial entre el río Amazonas y el Orinoco.
- En la villa de Cambridge (provincia de Massachusetts) se inaugura la primera imprenta en Norteamérica.
- En Ojotsk, los cosacos llegan al océano Pacífico.
- En las Filipinas, los colonos chinos residentes en las islas se rebelan contra las autoridades españolas de la isla.

## Nacimientos
- 8 de mayo: Giovanni Battista Gaulli, pintor italiano.
- 3 de diciembre: Isidro de Atondo y Antillón, militar, explorador, gobernador y almirante español (f. 1691); participó en la exploración y conquista de la península de Baja California.

- George Alsop, escritor londinense.
- Domingo Antonio de Andrade, arquitecto español (f. 1712), principal promotor en Galicia del tránsito al barroco.
- Juan de Aréchiga, oidor de la Real Audiencia en la Nueva España; gobernó la Capitanía General de Yucatán durante poco más de un año, entre 1679 y 1680.
- Domenico Aulisio, jurista, erudito, maestro regio de arquitectura, poeta y escritor (f. 1717).
- Bernardo de Schleswig-Holstein-Sonderburg-Plön, general danés (f. 1676).
- Olof Bromelius
- Carlos Fernando de Austria y Manrique
- Juan Agustín Carreras Ramírez y Orta
- Catalina Carlota de Gramont
- Guillaume Amfrye de Chaulieu
- Leonor Desmier de Olbreuse
- Juan de Ulloa
- Francesco della Questa
- Consorte Donggo
- Claude Estiennot
- Carlos Estuardo (1639-1672)
- Pedro Farnesio
- Juan García de Salazar
- Catalina García Fernández
- Antoine Goudin
- Hans van Steenwinckel el Menor
- Enrique I de Reuss-Schleiz
- Jeremías I de Mosquitia
- Gottfried Kirch
- Jacobus Koolen
- Antonio de Layseca y Alvarado
- François Leguat
- Alonso de León "El Mozo"
- Martin Lister
- Alonso López de Mayorga
- Maria Mancini
- Laura Martinozzi
- Iván Mazepa
- Alessandro Melani
- Daniel Georg Morhof
- Mauro Oddi
- Jacob van Oost (II)
- Jean Racine
- César Vichard de Saint-Réal
- Charles Sedley
- Diego de la Serna
- François Spierre
- Simon van der Stel
- Alessandro Stradella
- Thomas Tompion
- Antonio Verrio
- Marie Vigoreaux
- Jacob-Ferdinand Voet

## Fallecimientos
- 20 de enero: Mustafa I, sultán otomano (1617-1618 y 1622-1623) (n. 1592)
- 21 de mayo: Tomás Campanella, filósofo italiano (n. 1568)
- 22 de julio: Rutilio Manetti, pintor italiano (n. 1571)
- 4 de agosto: Juan Ruiz de Alarcón, dramaturgo español (n. 1581)
- 3 de noviembre: San Martín de Porres, religioso y santo dominico peruano (n. 1579)